# 鬼柳村
鬼柳村（おにやなぎむら）は、1954年（昭和29年）まで岩手県和賀郡にあった村。現在の北上市鬼柳町・上鬼柳・下鬼柳にあたる。

## 地理
- 河川：和賀川

## 沿革
- 1889年（明治22年）4月1日 - 町村制施行にともない、上鬼柳村と下鬼柳村が合併して東和賀郡鬼柳村が発足。
- 1897年（明治30年）4月1日 - 郡の統合により東和賀郡と西和賀郡が合併し、和賀郡が復活[1]。和賀郡鬼柳村となる。
- 1954年（昭和29年）4月1日 - 黒沢尻町・飯豊村・更木村・二子村および胆沢郡相去村・江刺郡福岡村と合併し、北上市となる。

## 行政
- 歴代村長

| 代 | 氏名       | 就任                  | 退任                      | 備考 |
| -- | ---------- | --------------------- | ------------------------- | ---- |
| 1  | 鈴木茂秀   | 1889年（明治22年）5月 | 1892年（明治25年）1月     |      |
| 2  | 田村嘉久   | 1892年（明治25年）2月 | 1908年（明治41年）2月     |      |
| 3  | 菅原成吉   | 1908年（明治41年）3月 | 1909年（明治42年）4月     |      |
| 4  | 千田清次郎 | 1909年（明治42年）5月 | 1913年（大正2年）5月      |      |
| 5  | 菅原成吉   | 1913年（大正2年）6月  | 1918年（大正7年）5月      |      |
| 6  | 千田清次郎 | 1918年（大正7年）6月  | 1924年（大正13年）3月     | 再任 |
| 7  | 高橋与次郎 | 1924年（大正13年）4月 | 1932年（昭和7年）1月      |      |
| 8  | 及川勘太郎 | 1932年（昭和7年）2月  | 1935年（昭和10年）3月     |      |
| 9  | 高橋与次郎 | 1935年（昭和10年）6月 | 1935年（昭和10年）9月     | 再任 |
| 10 | 及川勘太郎 | 1941年（昭和16年）6月 | 1943年（昭和18年）1月     | 再任 |
| 11 | 畠徳太郎   | 1943年（昭和18年）2月 | 1946年（昭和21年）11月    |      |
| 12 | 舘川市太郎 | 1947年（昭和22年）5月 | 1948年（昭和23年）1月     |      |
| 13 | 千田俊二   | 1948年（昭和23年）3月 | 1954年（昭和29年）3月31日 |      |